# Crimes of the Future
Cet article concerne le film sorti en 1970. Pour l'autre film du réalisateur, voir Les Crimes du futur.
Pour plus de détails, voir Fiche technique et Distribution.
Crimes of the Future est un film canadien réalisé par David Cronenberg et sorti en 1970.
À l'instar de Stéréo, film précédent du réalisateur, Crimes of the Future a été filmé sans son, le commentaire étant ajouté ultérieurement. Bien qu'il partage le même titre qu'un film du même réalisateur sorti en 2022, il n'a aucun lien avec ce dernier.

## Synopsis
En 1997, l'utilisation de produits cosmétiques cause la mort de millions de femmes. Antoine Rouge, qui a découvert la maladie, disparaît sans laisser de traces. Dans sa clinique, les patientes atteintes développent de mystérieux organes.

## Fiche technique
- Titre original : Crimes of the Future
- Réalisation, scénario, photographie, montage et production : David Cronenberg
- Société de production : Emergent Films Ltd.
- Budget : 20 000 dollars[réf. nécessaire]
- Pays de production :  Canada
- Format : Couleurs - 1,66:1 - Mono - 35 mm
- Langue originale : anglais
- Genre : expérimental, comédie, science-fiction
- Durée : 70 minutes
- Dates de sortie[1] :
  - Australie : juin 1970 (festival du film d'Adélaïde)
  - États-Unis : 10 août 1984
  - France : 25 mai 2007 (Cinémathèque française)

## Distribution
- Ronald Mlodzik : Adrian Tripod
- Jon Lidolt
- Tania Zolty
- Jack Messinger
- Paul Mulholland
- William Haslam
- William Poolman
- Stefen Czernecki
- Raymond Woodley
- Kaspars Dzeguze
- Iain Ewing
- Brian Linehan
- Leland Richard
- Norman Snider
- Stephen Zeifman

## Production
Le tournage a lieu d'août 1969 à février 1970. Il se déroule à Toronto, notamment au Collège Massey et au Centre des sciences de l'Ontario.